# Kerčsko-feodosijská operace

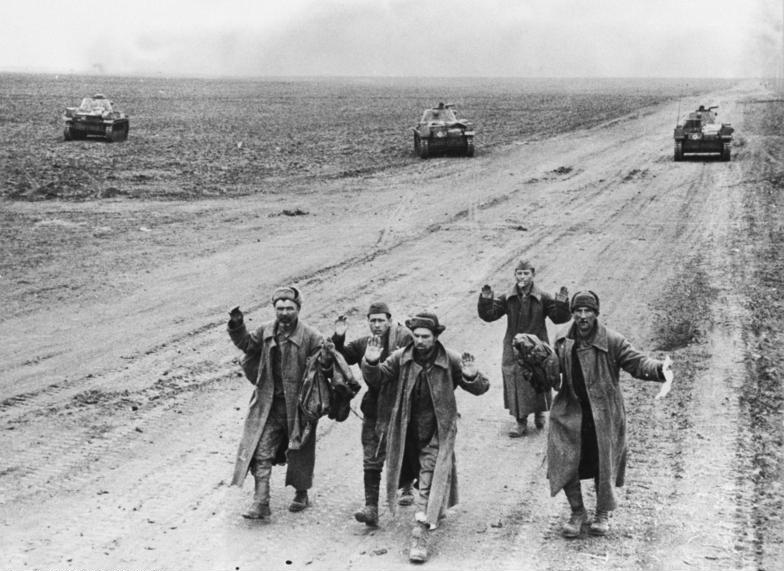
Zajatí sovětští vojáci na Kerči

Kerčsko-feodosijská operace (26. prosince 1941 – 15. května 1942) byla sovětská obojživelná operace, jejímž cílem měl být útok na německá vojska, která obléhala Sevastopol.
Vzhledem k tomu, že německá 11. armáda Ericha von Manstein nebyla na Krymu dost silná na to, aby dokázala dobýt Sevastopol a zajistit celý krymský poloostrov, rozhodlo se sovětské velení o vylodění na východním cípu poloostrova a Kerče. 26. prosince byl podniknut první útok o vylodění, který však byl téměř zlikvidován, ovšem v samém závěru roku došlo k dalšímu výsadku u Feodosiji, který dopadl lépe. Sovětům se podařilo vylodit a začali v postupu na Sevastopol, kde chtěli vpadnout do týlu německým vojskům. Neúspěšně se je pokoušela zastavit rumunská vojska, která se nakonec stáhla. 5. ledna se vylodili další sovětští vojáci severně od Sevastopolu, avšak tato jejich mise skončila neúspěšně. 15. ledna došlo k útoku německých vojsk na vyloděné sovětské jednotky, přičemž došlo zejména na sovětské straně k velkým ztrátám. Sověti měli nedostatky ve velení, pozici generála Kozlova podkopával armádní komisař Mechlis, došlo k mnoha závažným chybám a navíc vojska nebyla dostatečně silná. Proto došlo v průběhu února k jejich doplnění, ale ani to však neznamenalo úspěch. Podnikli sice několik útoků, ovšem záhy došlo k německým protiútokům. 9. dubna podnikla Rudá armáda masivní útok, ovšem jeho výsledkem byly jen velké ztráty.
Protože Manstein nedokázal porazit sovětská vojska v bránícím se Sevastopolu, rozhodl se v útocích na tento přístav polevit a soustředil se na zničení vojsk Rudé armády na východě Krymu. 8. května 1942 začala ofenzíva německých jednotek, která skončila během jednoho týdne. Vojska Rudé armády byla rozprášena a většina jednotek přešla na partyzánský způsob boje. Ani toto však nedopadlo pro sovětské vojáky, ukrývajících se v jeskyních na Krymu, moc dobře. Větší část jich byla obklíčena, zajata a postřílena, případně je Němci výbuchy zavalili v jeskyních.